# Coscinodiscaceae
Famille
Les Coscinodiscaceae sont une famille d'algues de l'embranchement des Bacillariophyta (Diatomées), de la classe des Coscinodiscophyceae et de l’ordre des Coscinodiscales.

## Étymologie
Le nom de la famille vient du genre type Coscinodiscus, dérivé de coscin- (du grec κόσκινον / kóskinon), « criblé », et -discus, du grec δισκος / diskos), disque, littéralement « disque criblé », en référence à la forme arrondie de la diatomée et de sa surface criblée de petits trous.

## Description
Emend. F.E. Round & R.M. Crawford in Round et al., 1990,.

## Liste des genres
Selon AlgaeBase (27 juin 2022) :
- Blochia Witkowski & D.M.Harwood, 2010
- Brunia J.Tempère, 1890
- Cestodiscus Greville, 1865
- Collumicylindrus S.Komura, 2005

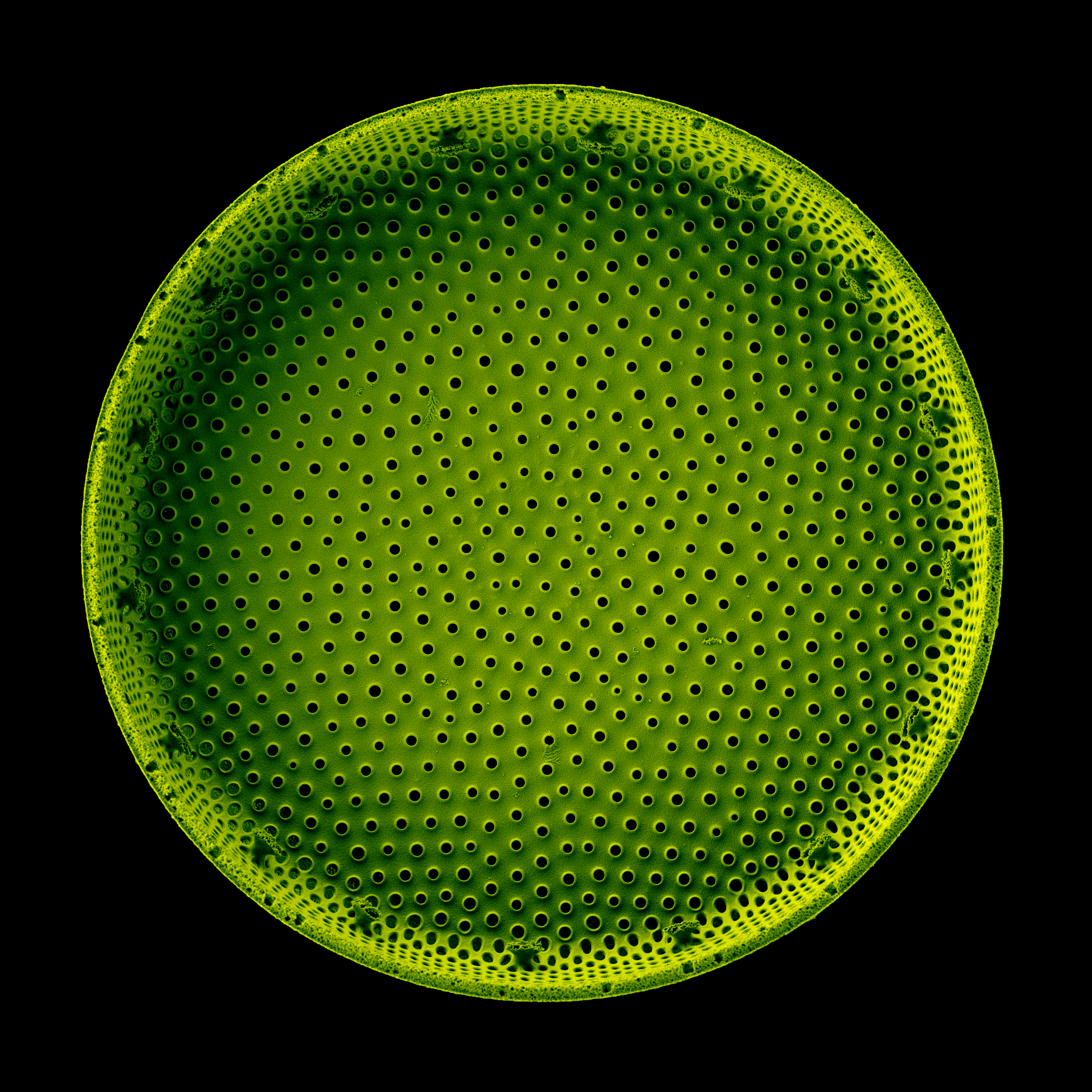
Coscinodiscus oculus-iridis, des Coscinodiscus, des Coscinodiscaceae, au microscope électronique. Septembre 2021.

- Coscinodiscopsis E.A.Sar & I.Sunesen, 2008
- Coscinodiscus Ehrenberg, 1839   genre type
- Coscinorima N.I.Strelnikova, 1999
- Craspedodiscus Ehrenberg, 1844
- Cristodiscus Glezer & Olshtynskaya, 1994
- Cymatodiscus N.I.Hendey, 1958
- Fisiformella S.Komura, 2005
- Golovenkinia N.I.Strelnikova, 1997
- Haynaldella Pantocsek, 1892
- Haynaldia Pantocsek, 1889
- Haynaldiopsis S.Blanco & C.E.Wetzel, 2016
- Kozloviella A.P.Jousé, 1974
- Microsolenia H.Takano, 1988
- Nikolaevia Witkowski & D.M.Harwood, 2010
- Omphalophortron S.Komura, 2005
- Palmeria Greville, 1865
- Palmerina G.R.Hasle, 1996
- Phacodiscus Meunier, 1907
- Porodiscus Greville, 1863
- Quadrodiscus P.Prema & T.V.Desikachary, 1990
- Spumorbis S.Komura, 1998
- Stoschia Janisch ex Grunow, 1883
- Symbolophora Ehrenberg, 1844
- Veniaminia N.I.Strelnikova, 1997

## Systématique
Le nom correct complet (avec auteur) de ce taxon est Coscinodiscaceae Kützing, 1844.